# 尖叶八蕊花
尖叶八蕊花（学名：Sporoxeia latifolia）为野牡丹科八蕊花属下的一个种。